# Lenguas yotayóticas
Las lenguas yotayóticas son un par de lenguas del grupo Pama-Ñúngano. Dixon (2002) los clasificó como dos familias separadas, pero según Bowe & Morey (1999) Glottolog los considera dialectos de un mismo idioma.
Las dos lenguas yotayóticas existentes son:
- Yotayota
- Yabula-Yabula